# Chiavenna
Chiavenna (en lombard : Ciavéna, en  français Chiavenne) est une ville de la province de Sondrio, dans la région Lombardie en Italie. Elle est bien connue pour son centre historique.

## Géographie
La ville est située dans la vallée de la rivière Mera, à 17 km au nord du lac de Côme. De là, le val Spluga s'étend jusqu'au col du Splügen et la frontière avec la Suisse, traversé par le Liro. Au nord-est, le val Bregaglia suit le cours de la Mera jusqu'au col du Septimer et au col de la Maloja.

## Histoire
À l'époque romaine, la localité de Clavenna a été conquise par les troupes de l'empereur Auguste en 16 av. J.-C.. Située au sud de la crête principale des Alpes, elle faisait partie de la Gaule cisalpine et était intégrée à la Regio XI Transpadana au sein de l'Italie. De là, deux voies romaines passaient à travers les Alpes, par les cols du Splügen et du Septimer, à la ville de Coire (Chur) dans la province voisine de la Rhétie.
Après la chute de l'Empire romain, au cours des grandes invasions, Chiavenna appartenait au royaume ostrogoth de Théodoric le Grand († 526). À la fin de la guerre des Goths, en 553, les souverains de l'Empire romain d'Orient s'emparèrent du pouvoir, remplacés par les rois lombards peu tard. En 774, le domaine revint au royaume des Francs sous Charlemagne et fut intégré 

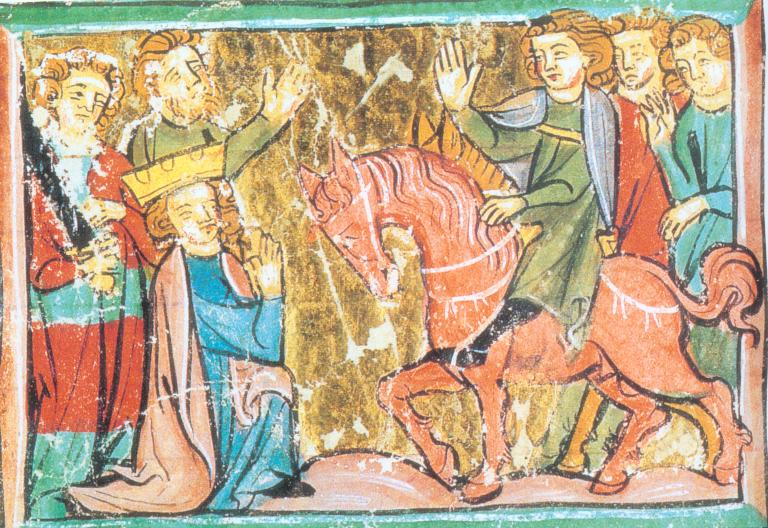
La subordination de Barberousse à Henri le Lion (XIIIe siècle).

Vers l'an 960, Otton Ier, roi de Francie orientale, attribua Chiavenna au diocèse de Côme, tandis que le val Bregaglia (Bergell) au nord-est appartenait aux évêques de Coire. L'année suivante, il passa la vallée en voyage vers Rome pour y être couronné empereur du Saint-Empire. Chiavenna obtint les droits municipaux par les évêques de Côme en 1030. Au Moyen Âge central, elle était le chef-lieu d'un comté qui (sous le nom allemand de Cläven) appartenait temporairement au domaines du duché de Souabe. En 1176, selon certaines sources, l'empereur Frédéric Barberousse y tomba à genoux devant son cousin le duc Henri le Lion, pour lui demander d'envoyer des troupes pour son expédition contre la ligue lombarde. Deux ans plus tard, les forces de l'évêché de Coire s'emparèrent de la ville.
En 1335, la famille Visconti à Milan a acquis le comté de Chiavenna des évêques de Coire. Au sein du duché de Milan, gouverné par la famille Sforza à partir de 1450, la ville reste un point de discorde: en 1476, elle fut livrée aux flammes par les troupes de la Ligue de la Maison-Dieu ; entre 1488 et 1492, le duc Ludovic Sforza fit construire des remparts. Ville fortifiée, elle a été conquise par les forces des Trois Ligues durant les guerres d'Italie au début du XVIe siècle. De 1512 à 1797, la cité, comme les bailliages de Bormio et de la Valteline au sud-est, fut un territoire sujet de la fédération des Trois Ligues, un pays allié de la Confédération suisse.
À partir de 1542, une communauté protestante s'établit sous l'animation spirituelle du réformateur Francesco Negri, en contact étroit avec Heinrich Bullinger à Zurich et la famille patricienne des Salis. Par la suite, de nombreux réfugiés protestants vinrent à Chiavenna, dont l'anabaptiste Camillo Renato et le prédicateur Bernardino Ochino qui se tournèrent l'un contre l'autre peu tard. Après le Sacro Macello (« sacrée boucherie ») des protestants en 1620, la Contre-Réforme pouvait gagner du terrain. Le duché de Milan au sud, un pays de la couronne d'Espagne depuis 1556, échut à la branche autrichienne des Habsbourg en 1714.
Durant les guerres napoléoniennes, à partir de 1797, Chiavenna faisait partie de la République cisalpine puis du royaume d'Italie fondé en 1802 sous le règne d'Eugène de Beauharnais. Par résolution du congrès de Vienne en 1815, la ville a été incorporée dans le royaume de Lombardie-Vénétie dépendant de l'empire d'Autriche. À cette époque, l'économie locale a beaucoup bénéficié de l'amélioration de la route sur le col du Splügen ouverte en 1822. Dans le cadre du Risorgimento, en 1859, le roi Victor-Emmanuel de Sardaigne la conquit définitivement pour le nouveau royaume d'Italie.

## Sports
Le village accueille le kilomètre vertical Chiavenna-Lagùnc, épreuve internationale de kilomètre vertical, depuis 2000, auparavant connu sous le nom de Pianazzola-Lagùnc depuis 1986.  

## Personnalités liées
- Giovanni Bertacchi (1869-1942), poète.
- Giovanni Battista Crollalanza (1819-1892), écrivain.
- Francesco Dolzino (1810-1855), député.
- Giovanni Battista Tognoni (1709-1778), théologien.
- Sœur Maria Laura Mainetti (1939-2000) y est assassinée par trois jeunes filles lors d'un crime satanique. Elle est reconnue martyre et bienheureuse par l'Église catholique.

## Administration
| Période                                  | Période | Identité | Étiquette | Qualité |
| ---------------------------------------- | ------- | -------- | --------- | ------- |
|                                          |         |          |           |         |
| Les données manquantes sont à compléter. |         |          |           |         |

### Hameaux
Campedello, Loreto, Pianazzola, San Carlo.

### Communes limitrophes
Mese, Piuro, Prata Camportaccio, San Giacomo Filippo.